# Кухиња-последња битка
Кухиња: Последња битка (рус. Кухня. Последняя битва) jе руски филм из 2017. године и представља наставак шесте сезоне телевизијске серије Кухиња.

## Радња
Иако је у заслуженој пензији, шеф Виктор Баринов добија позив из самог Кремља да учествује на међународном кулинарском такмичењу, које ће се одржати у Сочију.
Русија се налази пред тешким преговорима са Кином, а освајање првог места је просто императив. Непосредно пред пут у Сочи, Виктор Баринов сазнаје да има ванбрачног сина кога јури полиција због хакерских активности. Отац и син заједно одлазе у Сочи у поход ка светском врху.